# Zala Friškovec
Zala Friškovec (ur. 10 października 1999 w Lublanie) – słoweńska koszykarka występująca na pozycji rzucającej, reprezentantka kraju, obecnie zawodniczka BC Polkowice.

## Osiągnięcia
Stan na 16 marca 2024, na podstawie, o ile nie zaznaczono inaczej.

### Drużynowe
- Mistrzyni:
  - Ligi Adriatyckiej (2017)
  - Polski (2024)[3]
  - Słowenii (2016–2019)
- Wicemistrzyni:
  - Ligi Adriatyckiej (2018)
  - Polski (2023)[4]
  - Węgier (2021, 2022)
- 3. miejsce w:
  - Eurocup (2021)
  - Lidze Adriatyckiej (2019)
  - Pucharze Węgier (2021, 2022)
- Zdobywczyni:
  - pucharu:
    - Polski (2023, 2024)[5][6]
    - Słowenii (2016, 2017, 2019)

  - Superpucharu Polski (2022)[7]
- Finalistka Pucharu Słowenii (2018)
- Uczestniczka międzynarodowych rozgrywek:
  - Euroligi (od 2021)
  - Eurocup (2018/2019, 2020–2022)

### Indywidualne
- MVP kolejki ligi WABA (6, 15 – 2018/2019)[8][9]
- Zaliczona do I składu:
  - sezonu zasadniczego EBLK/OBLK (2023, 2024)[10][11]
  - kolejki EBLK/OBLK (13 – 2022/2023, 17 – 2023/2024)[12][13]

### Reprezentacja
Seniorska
- Uczestniczka:
  - mistrzostw Europy (2019 – 10. miejsce, 2021 – 10. miejsce)
  - kwalifikacji do Eurobasketu (2019, 2021, 2023)

Młodzieżowe
- Wicemistrzyni Europy U–20 (2017)
- Uczestniczka mistrzostw Europy:
  - U–20 (2017, 2018 – 14. miejsce)
  - U–18 (2015 – 5. miejsce, 2017 – 7. miejsce)
  - U–16 dywizji B (2013 – 9. miejsce, 2014 – 4. miejsce, 2015 – 4. miejsce)